# Ecliptopera angustaria
Ecliptopera angustaria là một loài bướm đêm trong họ Geometridae.